# Dominik Krajnčan
Dominik Krajnčan, slovenski jazzovski skladatelj, trobentar in aranžer, * 18. junij 1967, Ptuj.
Študij trobente je končal na Visoki šoli za glasbo v Gradcu leta 1988. Izpopolnjeval se je iz trobente in aranžiranja na Berklee College of Music v Bostonu (ZDA). Njegov brat je skladatelj Lojze Krajnčan. Igra v Big bandu RTV Slovenije.